# Цигань
Ци́гань, Циганка — річка в Україні, в межах Ужгородського району Закарпатської області. Права притока Старої (басейн Латориці).

## Опис
Довжина 24 км, площа басейну 79,9 км². Похил річки 25 м/км. Річка типово гірська у верхній течії (в межах Карпат) і типово рівнинна в пониззі (в межах Закарпатської низовини). У гірській частині річкова долина вузька і глибока, у низинній частині — широка і неглибока; долина заліснена переважно в середній течії (в районі села Циганівці). Річище слабозвивисте, в пониззі каналізоване і випрямлене.

## Розташування
Цигань бере початок на північний схід від села Ярок, при південних відногах гори Анталовецька Поляна (гірський масив Маковиця). Тече спершу на південний захід, далі — переважно на південь. Впадає до Старої на південь від села Холмець.